# 哈利法克斯島
哈利法克斯島（英語：Halifax Island）是納米比亞的島嶼，位於該國西南部的大西洋海域，由卡普里維區負責管轄，屬於企鵝群島的一部分，長0.47公里、寬0.4公里，面積0.1平方公里，最高點海拔高度37米，島上無人居住。